# نيكولاس وير
نيكولاس وير (بالإنجليزية: Nicholas Ware)‏ هو محامي وسياسي أمريكي، ولد في 1769 في مقاطعة كارولاين في الولايات المتحدة، وتوفي في 7 سبتمبر 1824 في نيويورك في الولايات المتحدة. نشط حزبياً في الحزب الجمهوري الديمقراطي. وقد انتخب عضو مجلس نواب جورجيا وانتخب عضو مجلس الشيوخ الأمريكي.